# Uruguayella
Uruguayella es un género de demosponjas de la familia Spongillidae, descrita en 1969 por el naturalista Argentino Aurelio Bonetto y la investigadora Inés Ezcurra de Drago. 
La creación de este género fue propuesta por los autores luego de estudiar el género Uruguaya Carter, 1881; cinco especies de este se clasificaron en Uruguayella.

## Especies
- Uruguayella macandrewi Hinde, 1888
- Uruguayella pygmaea Hinde, 1888
- Uruguayella ringueleti Bonetto & Ezcurra de Drago, 1962

Inicialmente formaron parte de este género Uruguayella amazonica Weltner, 1895 y Uruguayella repens Hinde, 1888, ambas reclasificadas en el género Trochospongilla.